# پایه‌دره
پایه‌دره (به لاتین: Peyədərə) یک منطقه مسکونی در جمهوری آذربایجان است که در شهرستان گوی‌گول واقع شده است.